# Трудова школа
Трудова́ шко́ла — так називали від запровадження радянської системи освіти в Україні загальну початкову й неповну середню школу (так звана, семирічка) — на означення, що школа взагалі готує до трудової діяльності, хоч трудового виховання спершу взагалі не було. Дискусії про трудове виховання розпочалися з другої половини 1920-их років, а перші спроби його застосування — разом з колективізацією й індустріалізацією початку 1930-их років; тоді ж воно конкретизувалося в термінології політехнічна освіта, трудове виховання тощо.